# Furmanów
Furmanów – wieś sołecka w Polsce położona w województwie świętokrzyskim, w powiecie koneckim, w gminie Stąporków.
W latach 1954–1961 wieś należała i była siedzibą władz gromady Furmanów, po jej zniesieniu w gromadzie Niekłań. W latach 1975–1998 miejscowość administracyjnie należała do województwa kieleckiego.
Przez Furmanów przechodzi niebieski szlak turystyczny z miejscowości Pogorzałe do Kuźniaków.
Wierni kościoła rzymskokatolickiego należą do parafii św. Wawrzyńca w Niekłaniu Wielkim.

## Historia
Furmanów, w wieku XIX – wieś w powiecie koneckim, gminie i parafii Niekłań. Posiadał fabryki żelaza, należące do hrabiego Ludwika Kazimierza Platera dające produkcję za 30 000 rubli srebrnych średnio rocznie.
w 1881 roku wieś liczyła 29 domów., 218 mieszkańców. Ziemi dworskiej 75 mórg, włościańskiej 95 mórg.
Według spisu powszechnego z roku 1921 – Furmanów liczył 311 mieszkańców i 62 domy. Furmanów leśniczówka 1 dom i 3 mieszkańców.

## Zabytki
- Pozostałości zespołu wielkopiecowego położonego nad rzeką Czarną, zbudowanego w latach 1830–1835 (przebudowanego w latach 70. XIX wieku). Wśród nich: cztery parterowe, ceglane budynki fabryczne (ale bez pierwotnego wyposażenia), dawne ogrodzenie, fragmenty systemu piętrzącego i doprowadzającego wodę do zakładu oraz czterokondygnacyjna wieża gichtociągowa, służąca niegdyś do wsypywania wsadu do wielkiego pieca. Nie zachowało się pierwotne wyposażenie wieży. Obecnie zabytek jest własnością wytwórni sit.

## Urodzeni w Furmanowie
- Roman Kamienik (1920–1991), polski historyk.